# Otakar Machotka
Otakar Machotka (29. října 1899 Praha – 29. července 1970 Endicott, New York, USA) byl československý sociolog, politik a účastník protinacistického odboje za druhé světové války. Byl ovlivněn sociology Émilem Durkheimem a Josefem Králem. Byl autorem řady odbodných článků a monografií, československým průkopníkem sociologie rodiny a zakladatelem první manželské poradny v Praze. Za druhé světové války se zapojil do odboje a v roce 1945 byl jako místopředseda České národní rady přítomen podpisu německé kapitulace v Praze.

## Mládí
Otakar Machotka se narodil 29. října 1899 do rodiny bankovního úředníka Richarda Machotky (1867-??) a matky Marie, rozené Zelínkové (1873-??) z Královských Vinohrad. Byl nejstarší ze tří dětí. V letech 1919-1923 studoval sociologii, historii a geografii na Filozofické fakultě Univerzity Karlovy. Jeho další odborný vývoj tehdy předznamenala účast na sociologickém semináři Břetislava Foustky. V letech 1923-1925 studoval sociologii na universitě ve Štrasburku a na Sorbonně. Přikláněl se k pozitivistické sociologické škole francouzského sociologa Émila Durkheima a po návratu do ČSR se také angažoval v československo-francouzské kulturní spolupráci, za což byl roku 1930 vyznamenán Řádem akademických palem.
V červenci 1926 promoval a následující dva roky působil na pražské filozofické fakultě. Roku 1928 vydal společně se Zdeňkem Ulrychem práci Sociologie v moderním životě. Od roku 1929 nastoupil do Státního úřadu statistického, kde se věnoval sociální a populační statistice. V roce 1931 spolu se sociologem Josefem Králem založil a následně také redigoval revue Sociální problémy. Odborně se věnoval řadě problémů, přičemž se stal československým průkopníkem sociologie rodiny. V roce 1933 se habilitoval docentem na Filozofické fakultě Univerzity Komenského v Bratislavě a na této univerzitě přednášel až do rozpadu Československa roku 1939, kdy se vrátil zpět do Prahy a pracoval ve statistické službě. V letech 1934-1935 absolvoval studijní stáž Rockefellerovy nadace. Tehdejší pobyt na Chicagské univerzitě a na Univerzitě Jižní Kalifornie mu umožnil bližší seznámení s americkou sociologickou školou, což zúročil v odborné monografii Americká sociologie – sociální podmínky vzniku a rozvoje vydané roku 1938 a populárně laděné knize Amerika – její duch a život, která však mohla být vydána až po válce.

## Druhá světová válka
Za druhé světové války se Otakar Machotka nadále věnoval sociologii, roku 1940 v Praze otevřel vůbec první manželskou poradnu v Čechách a v roce 1942 vydal knihu Manželství ve světle čísel. Zároveň však byl po celou dobu války činný v odboji. Spolupracoval s odbojovou organizací Politické ústředí a všemožně podporoval jejího vedoucího představitele (a svého přítele) Karla Bondyho. Bondyho prostřednictvím zasílal tajné statistické materiály o hospodářské situaci protektorátu československé exilové vládě. Pro exilovou vládu dále vypracoval plán částečného poválečného odsunu českých Němců. Machotka spolupracoval také s organizací Petiční výbor Věrni zůstaneme. V dubnu 1945 se stal místopředsedou České národní rady za národní socialisty (v národně socialistické straně byl aktivní už za první republiky). V průběhu pražského povstání Machotka stylizoval anglické výzvy vysílané povstaleckým rozhlasem, dvakrát přijal americké válečné korespondenty přišedší do bojující Prahy a účastnil řady důležitých jednání (např. se zástupci Vlasovců, jejichž pomoci při obraně Prahy si velmi cenil), na kterých byl často oponentem komunisty Josefa Smrkovského. Dne 8. května 1945 byl osobně přítomen podpisu německé kapitulace německým vojenským velitelem Prahy Rudolfem Toussaintem. Za svou činnost v odboji byl Machotka vyznamenán Československým válečným křížem 1939.

## Třetí republika
Otakar Machotka byl v roce 1945 jmenován profesorem sociologie na filozofické fakultě Karlovy univerzity, přičemž od roku 1946 byl také profesorem a prorektorem Vysoké školy politické a sociální, na jejímž vzniku se významně podílel. V letech 1945–1948 byl Otakar Machotka výrazným politikem národně socialistické strany, členem jejího předsednictva, místopředsedou Zemského národního výboru v Čechách. Machotka byl autorem základu ideového programu strany, jež nastínil ve své knize Socialism českého člověka vydané roku 1946 a také ostrým a nesmlouvavým kritikem komunistické ideologie, proti které prosazoval národní socialismus ctící parlamentní demokracii a dále rozvíjející odkaz T. G. Masaryka. Jako člen předsednictva se podílel na důležitých rozhodnutích, včetně podání demise demokratických ministrů v únoru 1948.

## Únorový převrat a život v exilu

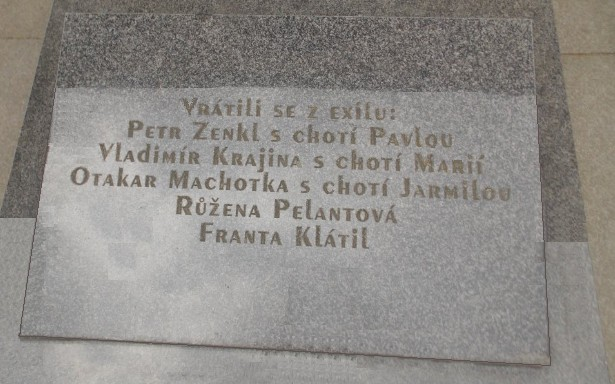
Kenotaf se jmény
na Vyšehradském hřbitově

Po únorovém převratu byl Machotka vyakčněn ze Zemského národního výboru a obou univerzit, přičemž jako demokratickému politikovi a dlouhodobému kritikovi komunistické politiky mu reálně hrozilo zatčení. V březnu 1948 proto raději s manželkou a třemi dětmi odešel do exilu a usadil se ve Spojených státech amerických. Machotka zůstal veřejně i  politicky činným i v americkém exilu. Byl členem předsednictva Rady svobodného Československa, byl aktivním i v dalších organizacích a publikoval též v krajanském tisku. Roku 1950 byl Machotka jmenován řádným profesorem sociologie na Harpo College State University of New York v Binghamtonu. Tam zůstal po zbytek své vědecké dráhy. V roce 1965 vydala Rada svobodného Československa memoárový sborník Pražské povstání, ve kterém tehdejší aktéři, včetně Otakara Machotky, podali svědectví o tehdejších událostech.
Otakar Machotka zemřel 29. července 1970 v americkém Endicottu. Dne 5. května 1995 byla jeho urna přenesena na pražský Vyšehradský hřbitov.

## Dílo
- Mravní problém ve světle sociologie – názory, metody, kritika (1927)
- Sociologie v moderním životě – směry, organisace, úkoly (1928)
- K sociologii rodiny – příspěvek k metodám empirické sociologie – metoda statistická a individuální (1932)
- Sociálně potřebné rodiny v hlavním městě Praze (1936)
- Americká sociologie – sociální podmínky vzniku a rozvoje (1938)
- Manželství ve světle čísel (1942)
- Amerika – její duch a život (1946)
- Socialism českého člověka (1946)
- The Unconscious in Social Relations – An Analysis of Unconscious Processes in Personality, Society and Culture (1964)
- Pražské povstání (1965)
- Povídky exulantovy (1968)
- Mezi domovem a exilem (2001)